# Tom Lawlor
Thomas Joseph Lawlor (Fall River, Massachusetts; 15 de mayo de 1983) es un luchador profesional y artista marcial mixto estadounidense, quien ha firmado con New Japan Pro-Wrestling (NJPW) y en el circuito independiente.
Lawlor compitió por última vez en la división de peso semipesado de Ultimate Fighting Championship (UFC). Profesional desde 2007, también fue miembro del elenco de SpikeTV The Ultimate Fighter: Team Nogueira vs. Team Mir.
Lawlor ha sido una vez campeón mundial al ser Campeón Mundial Peso Pesado de la MLW.
Dentro de las artes marciales mixtas, Lawlor tiene un récord de 10 victorias y 6 derrotas de las cuales, 4 son por sumisión.

## Primeros años
Lawlor nació en Fall River, Massachusetts, antes de mudarse a Swansea, Massachusetts, y finalmente a Fort Myers, Florida. Asistió a la escuela secundaria Estero en Florida y formó parte del equipo de lucha, luego continuó su carrera de lucha en la Universidad de Florida Central. Lawlor comenzó el Jiu-jitsu brasileño en su ciudad natal de Fall River. Lawlor tuvo una hermana que murió en un accidente automovilístico en 2001. Dedicó su UFC en la victoria de Fuel TV 9 a su difunta hermana.

## Carrera en artes marciales mixtas
Lawlor vivió anteriormente en Providence, RI. Él, junto con los exalumnos de TUF y el veterano de MMA Seth Petruzelli y el jiu-jitsu brasileño Black Belt Mike Lee, fue anteriormente copropietario y entrenador en The Jungle MMA - Orlando BJJ, MMA, Muay Thai The Jungle MMA y Fitness. Actualmente entrena en Lauzon MMA y trabaja con el Equipo de Agresión en Bridgewater, Massachusetts.
Lawlor se dio a conocer al imitar a otros luchadores (Art Jimmerson, Dan Severn, Harold Howard, Genki Sudo y Conor McGregor) durante las entradas de pesaje y octágono. Estas imitaciones, junto con sus rutinas de entrada a los anillos de la lengua en la mejilla (rindiendo homenaje a Hulk Hogan y Apollo Creed, entre otros) han convertido a Lawlor en una figura de culto entre los fanáticos. En 2010, Lawlor anunció su intención de atenuar sus travesuras previas a la pelea.

### The Ultimate Fighter
Lawlor apareció en la octava temporada de The Ultimate Fighter. Sometió a Ryan López con un estrangulador trasero en la ronda de eliminación para ganarse su lugar en la casa de TUF. Fue elegido por Frank Mir para formar parte del Equipo Mir.
Fue seleccionado para pelear primero contra Ryan Bader y, a pesar de una buena actuación, Lawlor perdió por nocaut en la primera ronda, debido a golpes de tierra y de libra.

### Ultimate Fighting Championship
Lawlor logró ganar en su debut en la UFC contra el excompañero de The Ultimate Fighter 8 Kyle Kingsbury por decisión unánime. Lucharon en la carta preliminar en The Ultimate Fighter 8 Finale. Después de la pelea con Kingsbury, Lawlor bajó de peso después de darse cuenta de que era demasiado pequeño para el peso semipesado.
Lawlor tuvo su segunda pelea por la UFC, cuando se enfrentó a CB Dollaway en la UFC 100. Tom ganó en un disgusto, poniendo a Dollaway a dormir con un estrangulador de guillotina 55 segundos en la primera ronda y fue galardonado con el premio Sumisión de la Noche.
Lawlor luchó contra Aaron Simpson el 11 de enero de 2010, en UFC Fight Night 20. Lawlor mostró sus mejores habilidades de ataque en la primera ronda al dominar a Simpson, pero perdió una controvertida decisión dividida luego de gasear en la tercera ronda. Sin embargo, la decisión de la pelea fue recibida con críticas generalizadas hacia el sistema de puntuación actual en las Artes Marciales Mixtas.
Lawlor estaba programado para enfrentar a Tim Credeur el 8 de mayo de 2010 en UFC 113, pero Credeur fue forzado a abandonar por una lesión. Lawlor se enfrentó a Joe Doerksen, perdiendo por sumisión en la segunda ronda.
Lawlor obtuvo una muy necesaria victoria sobre Patrick Cote el 23 de octubre de 2010 en UFC 121 en una actuación que una vez más demostró las excelentes habilidades de lucha y jiu jitsu de Lawlor al ejecutar con éxito cinco derribos, amenazando con sumisiones (casi terminando a Cote en la primera ronda con un brazo-triángulo se ahogó antes de que Cote agarrara flagrantemente la valla para escapar) en cada ronda y mostrando su mejor cardio mientras cruzaba fácilmente a una victoria por decisión unánime 30-27.
Se esperaba que Lawlor se enfrentara a Maiquel Falcão el 27 de agosto de 2011 en UFC 134, pero Falcao fue liberado repentinamente de la promoción el 11 de mayo. Se esperaba que Lawlor permaneciera en la cartelera brasileña, pero en cambio se enfrentó a Kyle Noke el 14 de agosto. 2011, en UFC en Versus 5. Sin embargo, Lawlor se retiró de la pelea a principios de julio de 2011.
Lawlor perdió ante Chris Weidman el 19 de noviembre de 2011 en UFC 139 debido a un estrangulamiento de D'Arce en 2:07 de la primera ronda.
Lawlor se enfrentó a Jason MacDonald el 15 de mayo de 2012, su cumpleaños, en UFC en Fuel TV: Korean Zombie vs. Poirier. Ganó la pelea a través de KO en la primera ronda y ganó Knockout of the Night por sus esfuerzos.
Lawlor luchó contra Francis Carmont el 17 de noviembre de 2012, en UFC 154. A pesar de controlar la mayoría de la pelea y de amenazar con varias presentaciones, perdió la pelea por una decisión dividida controvertida.
Lawlor se enfrentó a Michael Kuiper el 6 de abril de 2013, en UFC en Fuel TV 9. Después de perder la primera ronda, rebotó y ganó por sumisión, un estrangulamiento de guillotina, al comienzo de la segunda ronda. Durante su discurso posterior a la victoria, Lawlor había dedicado su lucha a su difunta hermana; Katie
Se esperaba que Lawlor se enfrentara a Ilir Latifi en una pelea de peso semipesado el 19 de julio de 2014, en UFC Fight Night 46. Sin embargo, Lawlor se vio obligado a abandonar la pelea debido a una lesión, y fue reemplazado por el novato promocional Chris Dempsey.
Luego de más de dos años de la competencia activa, Lawlor regresó para enfrentar a Gian Villante el 25 de julio de 2015 en UFC en Fox 16. Ganó la pelea por nocaut en la segunda ronda y también obtuvo un bono de Performance of the Night.
Se esperaba que Lawlor se enfrentara a Fábio Maldonado el 7 de noviembre de 2015, en UFC Fight Night 77. Sin embargo, Lawlor se vio obligado a abandonar el combate por una lesión y fue reemplazado por Corey Anderson.
Lawlor se enfrentó a Corey Anderson el 5 de marzo de 2016 en UFC 196. Perdió la pelea por decisión unánime.
El 4 de noviembre de 2016, Lawlor fue suspendido provisionalmente del UFC debido a una prueba de drogas fuera de competición realizada por la USADA el 10 de octubre de 2016. Lawlor reveló que falló en Ostarine, aunque negó conocer la causa del fracaso. En febrero de 2017, Lawlor recibió una suspensión de dos años. Se volvió elegible para volver a la competencia en octubre de 2018.
El 13 de agosto de 2018, Tom Lawlor fue liberado de UFC, menos de dos meses antes de que se levantara su suspensión.

### Golden Boy Promotions
El 24 de noviembre de 2018, Lawlor se enfrentó a Deron Winn en el evento inaugural MMA de Golden Boy Promotions. Perdió la lucha por decisión unánime.

## Carrera en la lucha libre profesional

### Circuito independiente (2014-presente)
Antes del comienzo de su carrera de MMA, Lawlor trabajó dos años como luchador profesional en el circuito independiente de Florida, incluso participando en un tryout de WWE.
El 17 de mayo de 2014, Lawlor hizo su debut en el Ring of Honor acompañando a reDRagon como su mánager contra The Young Bucks (Matt Jackson & Nick Jackson) en su lucha por el Campeonato Mundial de ROH en War of the Worlds.
Lawlor regresó a la lucha libre profesional en febrero de 2017, luego de su suspensión de UFC. El 15 de abril de 2017, Lawlor debutó para Prestige Championship Wrestling compitiendo contra Davey Richards en el evento principal de la muestra. Lawlor perdería la lucha pero se convertiría en un habitual en los shows de Prestige. El 5 de mayo de 2017, se anunció que Lawlor aparecería en All Star Wrestling en Cloverdale, BC para su show del 7 de julio de 2017. El 26 y 27 de mayo, Lawlor participó en el Torneo Invitacional de aligeramiento AIW JT. El primer día, se enfrentó a Jimmy Rave, pero Rave se retiró del programa debido a problemas de viaje. 
En cambio, UFC Legend y el ex-campeón mundial de la NWA Dan Severn respondieron al desafío de Lawlor. Lawlor cubrió a Severn para avanzar. El día 2, Lawlor estaba en un Fatal Four-Way con Tracy Williams, Mike Tolar y Dominic Garrini. Williams ganaría el combate y el torneo. Lawlor agradeció a la multitud mientras que los asistentes cantaron "Por favor, regresen" como una señal de respeto a Lawlor.

### Major League Wrestling (2017–2021)
Lawlor actualmente compite en Major League Wrestling (MLW), y aparece en su serie semanal de televisión MLW Fusion. Lawlor ganó el primer Battle Riot en MLW en 2018. Ganó después de eliminar a Jake Hager, con quien se peleó. A continuación, venció a Sami Callihan, Shane Strickland y su excompañero Simon Gotch en sus luchas individuales. 
El 2 de febrero de 2019, Lawlor ganó el Campeonato Mundial Peso Pesado de la MLW de Low Ki en el evento de SuperFight. En julio de 2019, Lawlor perdió el título ante Jacob Fatu en Kings of Colosseum en julio de 2019. Tampoco podría derrotar a Fatu en una revancha por el título. El 14 de noviembre de 2019, se anunció que Lawlor dejó la empresa. Sin embargo, el 22 de noviembre de 2019 se anunció que había firmado un nuevo acuerdo exclusivo de varios años con la compañía.

### New Japan Pro Wrestling (2021-presente)
En el NJPW Strong del 9 de abril derrotó a Ren Marita en la Primera Ronda del Torneo por la New Japan Cup 2021 USA, avanzando a la Semifinal, la siguiente semana en NJPW Strong, derrotó a Hikuleo en la Semifinal del Torneo por la New Japan Cup 2021 USA, avanzando a la Final y a la siguiente semana en NJPW Strong, derrotó a Brody King en la Final del Torneo por la New Japan Cup USA 2021 y ganó el Campeonato Peso Abierto Strong de NJPW inaugural.

## Campeonatos y logros

### Artes marciales mixtas
- Ultimate Fighting Championship

  - Lucha de la Noche (una vez) vs. Aaron Simpson
  - Knockout de la Noche (una vez) vs. Jason MacDonald
  - Sumisión de la Noche (una vez) vs. CB Dollaway
  - Actuación de la Noche (una vez) vs. Gian Villante

### Lucha amateur
- National Collegiate Wrestling Association
  - NCWA National 235lbs Champion (2003, 2004, 2005)

### Lucha libre profesional
- Division One Pro Wrestling'
  - FX Cup (2008)

- Major League Wrestling
  - MLW World Heavyweight Championship (1 vez)
  - Battle Riot (2018)
  - Opera Cup (2020)

- New Japan Pro Wrestling
  - NJPW Strong Openweight Championship (1 vez e inaugural).[37]
  - New Japan Cup USA (2021)

- Pro Wrestling Illustrated
  - Situado en el Nº424 en los PWI 500 de 2018[39]
  - Situado en el Nº152 en los PWI 500 de 2019[40]

## Récord en artes marciales mixtas
| Resultado | Récord   | Oponente        | Método                      | Evento                                     | Fecha                   | Ronda | Tiempo | Localización          | Notas                                               |
| --------- | -------- | --------------- | --------------------------- | ------------------------------------------ | ----------------------- | ----- | ------ | --------------------- | --------------------------------------------------- |
| Derrota   | 10–7 (1) | Deron Winn      | Decisión (unánime)          | Golden Boy Promotions: Liddell vs. Ortiz 3 | 24 de noviembre de 2018 | 3     | 5:00   | Inglewood, California |                                                     |
| Derrota   | 10–6 (1) | Corey Anderson  | Decisión (unánime)          | UFC 196                                    | 15 de marzo de 2018     | 3     | 5:00   | Las Vegas, Nevada     |                                                     |
| Victoria  | 10–5 (1) | Gian Villante   | KO (golpe)                  | UFC on Fox: Dillashaw vs. Barão 2          | 25 de julio de 2015     | 2     | 0:27   | Chicago, Illinois     | Volvió a peso pesado ligero. Actuación de la noche. |
| Victoria  | 9–5 (1)  | Michael Kuiper  | Sumisión (guillotine choke) | UFC on Fuel TV: Mousasi vs. Latifi         | 6 de abril de 2013      | 2     | 1:05   | Stockholm             |                                                     |
| Derrota   | 8–5 (1)  | Francis Carmont | Decisión (split)            | UFC 154                                    | 17 de noviembre de 2012 | 3     | 5:00   | Montreal, Quebec      |                                                     |
| Victoria  | 8–4 (1)  | Jason MacDonald | KO (golpe)                  | UFC on Fuel TV: Korean Zombie vs. Poirier  | 15 de mayo de 2012      | 1     | 0:50   | Fairfax, Virginia     |                                                     |